# Frank Schubert (Terrorist)
Frank Schubert (* 28. Januar 1957 in Ost-Berlin; † 24. Dezember 1980 in Böttstein) war ein deutscher Rechtsterrorist und Mitglied der Volkssozialistischen Bewegung Deutschland/Partei der Arbeit (VSBD/PdA). Er ermordete am 24. Dezember 1980 einen Schweizer Grenzwächter und einen Kantonspolizisten.

## Biografie
Frank Schubert war gelernter Koch, Karatekämpfer und wuchs in der DDR auf. Im Juli 1974 wurde er zu einer einjährigen Haftstrafe verurteilt, weil er versuchte, die DDR zu verlassen. Die Strafe wurde ab Dezember desselben Jahres in eine zweijährige Bewährungsstrafe umgewandelt und Schubert mit einem Ausreiseverbot in die Ostblockstaaten belegt. Er floh 1977 in die Bundesrepublik über die Berliner Mauer und arbeitete in Frankfurt als Lagerarbeiter und in Mainz als Gärtnergehilfe. Im rechtsextrem ausgerichteten Buchladen des Verlags „Volk und Kosmos GmbH“ im Frankfurter Stadtteil Bornheim, der damals ein Zentrum der rechten Frankfurter Szene war und Verbindungen zum Rechtsextremisten Erwin Schönborn hatte, kam er in Kontakt zu Walther Kexel und anderen radikalen Gesinnungsgenossen. Schubert war Mitglied der VSBD und stellte für diese Verbindungen zu anderen rechtsextremen Sammlungen her. Unter anderem hielt er Kontakt zur „Hilfsorganisation für nationale politische Gefangene“ (HNG).
Am 24. Dezember 1980 versuchte er mit Walter Kexel Waffen und Munition aus der Schweiz nach Deutschland zu schmuggeln. Mit einem Schlauchboot wollte er diese über den Rhein in die Bundesrepublik bringen. Der Schweizer Grenzwachtgefreite Josef Arnold (38 Jahre) beobachtete ihn offenbar dabei. Als er Schubert festnehmen wollte, tötete ihn dieser. Beim Durchsuchen der Leiche neben einem Bahngleis und Entwenden der Dienstwaffe wurde der Terrorist vom Zugführer eines vorbeifahrenden Zuges gesehen, welcher die Kantonspolizei alarmierte. Der Kantonspolizist Walter Wehrli (31 Jahre) und ein Kollege machten sich in einem roten Mini auf den Weg zum Koblenzer Laufen. Sie fanden die Leiche nicht und fuhren über die Tüftelstrasse zurück nach Koblenz. Dorfeingangs überholten sie Frank Schubert und hielten fünfzig Meter vor dem Terroristen an, um ihn zu kontrollieren. Dieser schoss sofort mehrere Kugeln durch den Wagen und verletzte den Polizisten Wehrli mit zwei Lungendurchschüssen tödlich. Sein Kollege konnte sich schwerverletzt aus dem Wagen schleppen und über den Abhang in Sicherheit bringen. Frank Schubert bemächtigte sich des Wagens und flüchtete mit diesem Richtung Böttstein. Daraufhin wurde eine Hundertschaft Polizisten alarmiert und eine Grossfahndung mit Strassensperren errichtet. Als der Terrorist im Wald bei Böttstein auf die Polizei stieß, sah er keinen Ausweg mehr und richtete sich anschließend selbst. Der Kantonspolizist Wehrli hinterließ Frau und zwei kleine Kinder. Ein Taucheranzug und Einbruchswerkzeuge wurden später am Fundort des getöteten Grenzwächters entdeckt.
Schubert wurde in der neonazistischen Szene als Held der Bewegung gefeiert. Er stand im Verdacht, mit Walter Kexel 1980 an Banküberfällen in den südhessischen Städten Zwingenberg und Bensheim beteiligt gewesen zu sein.